# Johnny Unser

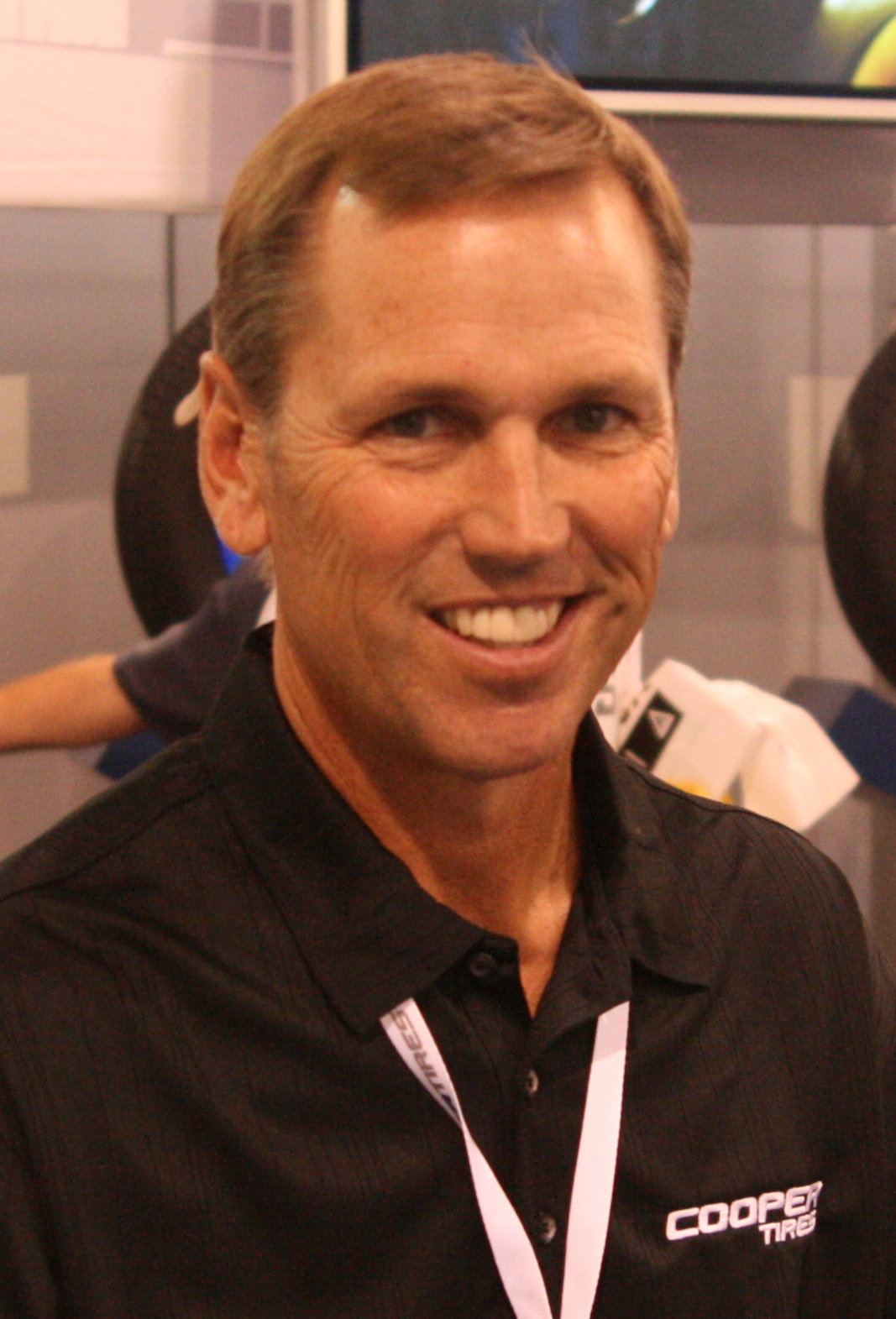
Johnny Unser 2009

John William „Johnny“ Unser (* 22. Oktober 1958 in Long Beach) ist ein ehemaliger US-amerikanischer Autorennfahrer und Motorsportfunktionär.

## Familie
Johnny Unser ist Mitglied der bekannten US-amerikanischen Rennfahrerfamilie Unser. Sein Vater war Jerry Unser, der ältere Bruder von Bobby und Al Unser, die somit beide seine Onkel sind. Sein Vater war der erste Unser, der am 500-Meilen-Rennen von Indianapolis teilnahm. Er starb bei einem Trainingsunfall beim 500-Meilen-Rennen von Indianapolis 1959. Johnny Unser war zu diesem Zeitpunkt sieben Monate alt. Seine Cousins Al junior und Robby wurden ebenfalls Berufsrennfahrer.

## Karriere als Rennfahrer
Unser bestritt Ende der 1980er-Jahre IMSA-GTP-Rennen und gewann 1989 die GTU-Klasse beim 12-Stunden-Rennen von Sebring. 1993 und 1994 fuhr er einige Rennen in der Indy Car World Series und wechselte 1996 in die neu gegründete Indy Racing League. Die Saison beendete er als 24. der Gesamtwertung.
Im selben Jahr gab er sein Debüt beim 500-Meilen-Rennen von Indianapolis, wo er insgesamt fünfmal am Start war; die beste Platzierung im Schlussklassement war der 18. Rang 1997. Unser blieb bis 2000 in der Indy Racing League und ging danach nur mehr bei ausgewählten Sportwagenrennen an den Start.
2008 wurde er Rennleiter bei der Atlantic Championship und war nach dem Ende der Karriere auch Pressesprecher bei der Cooper Tire & Rubber Company. Unser unterhält in Denver eine Kartbahn und ist Funktionär in der Rennleitung der IndyCar Series.

## Statistik

### Le-Mans-Ergebnisse
| Jahr | Team                 | Fahrzeug                       | Teamkollege    | Teamkollege      | Platzierung | Ausfallgrund |
| ---- | -------------------- | ------------------------------ | -------------- | ---------------- | ----------- | ------------ |
| 1995 | Callaway Competition | Callaway Corvette Supernaturel | Frank Jelinski | Enrico Bertaggia | Rang 9      |              |

### Sebring-Ergebnisse
| Jahr | Team             | Fahrzeug      | Teamkollege     | Teamkollege     | Platzierung             | Ausfallgrund   |
| ---- | ---------------- | ------------- | --------------- | --------------- | ----------------------- | -------------- |
| 1989 | Huffaker Racing  | Pontiac Fiero | George Robinson | Bart Kendall    | Rang 15 und Klassensieg |                |
| 1990 | 74 Hunting Ranch | Ford Mustang  | George Robinson | Paul Dallenbach | Ausfall                 | Schaltgestänge |